# بيت مخارش (بني مطر)

تعديل مصدري - تعديل

بيت مخارش هي إحدى قرى عزلة جنب بمديرية بني مطر التابعة لمحافظة صنعاء في اليمن، بلغ تعداد سكانها 168 نسمة حسب تعداد اليمن لعام 2004.